# WrestleMania VIII
WrestleMania VIII was een pay-per-viewevenement in het professioneel worstelen dat geproduceerd werd door de World Wrestling Federation. Dit evenement was de 8e editie WrestleMania en vond plaats in het Hoosier Dome in Indianapolis op 5 april 1992.
De hoofdwedstrijd was een één-op-één match tussen Hulk Hogan en Sid Justice.

## Matchen
| Nr.                                                                          | Match | Winnaar(s)                                         |
| ---------------------------------------------------------------------------- | --- | -------------------------------------------------- |
| 1                                                                            | El Salvador vs. Shawn Michaels (met Sensational Sherri) in een één-op-één match                                                                                             | Shawn Michaels                                     |
| 2                                                                            | The Undertaker (met Paul Bearer) vs. Jake Roberts in een één-op-één match                                                                                                   | The Undertaker                                     |
| 3                                                                            | Roddy Piper (c) vs. Bret Hart in een één-op-één match voor het WWF Intercontinental Championship                                                                            | Bret Hart (nc)                                     |
| 4                                                                            | The Nasty Boys (Brian Knobs & Jerry Sags), Repo Man, The Mountie (met Jimmy Hart) vs. Big Boss Man, Virgil, Sgt. Slaughter en Jim Duggan in een 8-man tag team match        | Big Boss Man, Virgil, Sgt. Slaughter en Jim Duggan |
| 5                                                                            | Ric Flair (c) (met Mr. Perfect) vs. Randy Savage (met Miss Elizabeth in een één-op-één match voor het WWF Championship                                                      | Randy Savage (nc)                                  |
| 6                                                                            | Tatanka vs. Rick Martel in een één-op-één match | Tatanka                                            |
| 7                                                                            | Money Inc. (Ted DiBiase & Irwin R. Schyster) (c) (met Jimmy Hart) vs. The Natural Disasters (Earthquake & Typhoon) in een tag team match voor het WWF Tag Team Championship | Earthquake & Typhoon; via count-out                |
| 8                                                                            | Skinner vs. Owen Hart in een één-op-één match | Owen Hart                                          |
| 9                                                                            | Hulk Hogan vs. Sid Justice in een één-op-één match | Hulk Hogan                                         |
| (c) huidige kampioen voor en na de match \| (nc) nieuwe kampioen na de match | |                                                    |